# Сяй, зіронько, сяй
Сяй, зіронько, сяй (кор. 도도솔솔라라솔, дослівний переклад — До До Соль Соль Ла Ла Соль) — південнокорейський романтичний серіал, що розповідає історію про піаністку Ра Ра, яка після втрати батька і багатого життя, переїжджає в невеличке містечко, щоб розпочати нове життя, та зустрічає Сону Чуна, який має багато таємниць. Серіал виходив щосереди та щочетверга на каналі KBS2 з 7 жовтня по 26 листопада 2020. Проте прем'єра серіалу спершу планувалася на 26 серпня 2020, але була перенесена у зв'язку з призупинення знімання серіалу через виявлення Covid-19 в одного із акторів. У головних ролях Ко А Ра, Лі Че Ук та Кім Чу Хон.

## Сюжет
Ра Ра живе в багатій сім'ї та планує одружиться, однак під час весілля проходить звістка про смерть її батька, а також за борги забирають статки в Ра Ра. Єдине, що в неї залишається це автомобіль та її песик, Мімі. Через свою неосвіченість, останні свої заощадження Ра Ра втрачає при пошуку квартири. Проте тоді під її постом в соціальній мережі, таємнича особа під ніком «До До Соль Соль Ла Ла Соль» пропозицію щодо переїзду в місто Инпхо. Ра Ра підтримує пропозицію і переїжджає в невеличке містечко Инпхо. Там за незвичних обставин Ра Ра зустрічає Сону Чуна, який вже бачила до того на весіллі. Вона вирішує відкрити свою музичну школу «Рараленд», яка розташована в будинку Сону Чуна. У той же час стомившись від буденного життя в місті та життя зі своєю дружиною, лікар Чха Ин Сок вирішує розвестися з О Йон Джу та переїжджає в Инпхо. Там він зустрічається з Ра Ра та вирішує згадати минуле, в якому він грав на піаніно, тому записується на уроки в школу «Рараленд». Крім ведення своєї школи Ра Ра прагне дізнатися, що це за таємнича особа «До До Соль Соль Ла Ла Соль», яка запросила її в Инпхо.

## Акторський склад

### Головні ролі
- Ко А Ра як Ку Ра Ра[7][8]
  - Пак Со Ї як Ку Ра Ра у дитинстві

У дитинстві батько Ку Ра Ра записав на приватні уроки піаніно, які викладала Ко Мі Сук. Після втрати батька, Ку Ра Ра втрачає свої статки та лишається лише зі своїм автомобілем та песиком Мімі. Однак, після пропозиції таємничого особи під ніком «До До Соль Соль Ля Ля Соль», вона переїжджає до Инпхо. Там вона оселяється в квартирі Ха Йон і її мати Сук Гьон та вирішує відкрити власну музичну школу «Рараленд», приміщення для якої надав Сону Чун.
- Лі Че Ук як Сону Чун[7][8]
  - Сі Чі Ван як Сону Чун у дитинстві

Сону Чун є спадкоємцем багатої сім'ї, яка має власну клініку. Проте через певну незгоду з батьками Сону Чун втікає з рідного дому в Инпхо. В Инпхо через певні обставини потрапляє в ДТП за участі Ку Ра Ра та стає її кредитором, що оплачує за лікування, ремонт авто тощо. Також він здає в оренду своє житло Ку Ра Ра, щоб вона там відкрила музичну школу «Рараленд».
- Кім Чу Хон як Чха Ин Сок[7][8]

Чха Ин Сок працює ортопедом в клініці в Сеулі, проте через емоційне виснаження вирішує переїхати в Инпхо. Крім того він також розлучається зі своєю дружиною, бо стомився від їхніх стосунків у шлюбі. У Инпхо він знайомиться з Ра Ра та вирішує згадати минуле і записується на уроки піаніно в школі «Рараленд».

### Другорядні ролі

#### Житилі Инпхо
- Сін Ин Су як Чін Ха Йон[7][8]
- Є Чі Вон як Чін Сук Гьон[7][8]
- Лі Сун Дже як Кім Ман Бок[7][8]
- Юн Чон Бі як Лі Син Ґі
- Сон Мін Дже як Сін Че Мін
- Пак Сон Йон як мати Син Ґі
- Лі Сон Хї як мати Є Со
- Чон Йон як пані Мі Ран

#### Люди навколо Сину Чуна
- Со І Сок як Чо Юн Сіль[7][8]
- Чхве Кван Іль як Сону Мьон
- Лі Сі У як Кім Чі Хун
- Квон Ин Бін як Чо Ка Йон

#### Люди навколо Ра Ра
- Ом Хьо Соп як Ку Ман Су
- Му Хї Ґьон як Кон Мі Сук
- А Не Сан як Секретар Мун
- Мун Тхе Ю як Пан Чон Нам
- Чон Су Ґьон як Ім Ча Ґьон
- Кім Чу Йон як Кім Сі А

#### Інші
- Чхве Кван Дже як Чху Мін Су
- Лі Со Мі як О Йон Джу
- Кан Хьон Сок як Ан Чун Хо
- Кім Бом Сок як детектив Кан Мін Ґук

## Оригінальні звукові доріжки

### Повний альбом
| Сяй, зіронько, сяй (Original Television Soundtrack), Диск 1 | Сяй, зіронько, сяй (Original Television Soundtrack), Диск 1 | Сяй, зіронько, сяй (Original Television Soundtrack), Диск 1              | Сяй, зіронько, сяй (Original Television Soundtrack), Диск 1                                       | Сяй, зіронько, сяй (Original Television Soundtrack), Диск 1 | Сяй, зіронько, сяй (Original Television Soundtrack), Диск 1 |
| #                                                           | Назва                                                       | Автор слів                                                               | Автор музики                                                                                      | Виконавець                                                  | Тривалість                                                  |
| ----------------------------------------------------------- | ----------------------------------------------------------- | ------------------------------------------------------------------------ | ------------------------------------------------------------------------------------------------- | ----------------------------------------------------------- | ----------------------------------------------------------- |
| 1.                                                          | «To Be With You»                                            | У Чі Хун, Пак Се Джун                                                    | У Чі Хун, Пак Се Джун                                                                             | Кіхьон (з Monsta X)                                         | 3:46                                                        |
| 2.                                                          | «You Are Like My Dream» (꿈인 듯 해)                        | Хан Джун, Пак Се Джун                                                    | Лі Ю Джін, Пак Се Джун                                                                            | SinB (з GFriend)                                            | 3:51                                                        |
| 3.                                                          | «Loving You»                                                | Лі Хьон Сан (Artmatic), Хан Кьон Су, Чхве Чі Сан (Artmatic), Пак Се Джун | Лі Хьон Сан (Artmatic), Хан Кьон Су, Чхве Чі Сан (Artmatic), VioletK                              | Lovelyz (Baby Soul, Міджу, Jin)                             | 3:12                                                        |
| 4.                                                          | «We Already Fell In Love»                                   | 빨간양말, Пак Се Джун                                                    | 빨간양말                                                                                          | Мійон і Мінні (з ((G)I-dle)                                 | 3:01                                                        |
| 5.                                                          | «Melody»                                                    | Хан Джун, Пак Се Джун                                                    | Хан Кьон Су, Лі Чон У, Кан У Джін, Чхве Мін Джун, VioletK                                         | Юн Ттан Ттан                                                | 3:06                                                        |
| 6.                                                          | «So Hard For Me» (내겐 너무 힘들어)                         | jeebanoff                                                                | jeebanoff, plan8                                                                                  | jeebanoff                                                   | 3:11                                                        |
| 7.                                                          | «My Story» (내 얘기를 들어줘)                               | Хан Кьон Су, Пак Се Джун                                                 | Хан Кьон Су, Чхве Хан Соль, VioletK                                                               | Ю Сон Ин                                                    | 3:36                                                        |
| 8.                                                          | «Green» (초록)                                              | Epitone Project                                                          | Epitone Project                                                                                   | Epitone Project                                             | 3:10                                                        |
| 9.                                                          | «Love or Lies»                                              | 타이비언, Пак Се Джун                                                    | 타이비언, 바크, YESY                                                                              | Порамію                                                     | 3:38                                                        |
| 10.                                                         | «Always Remember»                                           | Хан Джун, Пак Се Джун                                                    | Хан Кьон Су, Чхве Хан Соль                                                                        | Sondia                                                      | 3:25                                                        |
| 11.                                                         | «I'll Comfort You» (위로가 될게)                            | 타이비언, Пак Се Джун                                                    | 타이비언, 바크, YESY                                                                              | Elaine                                                      | 4:05                                                        |
| 12.                                                         | «Falling In Love»                                           | Хан Джун, Пак Се Джун                                                    | Кім Чхан Рак (Aiming), Кім Су Бін (Aiming), Чо Се Хі (Aiming), Чон Мін Йон, Мун Йон, Чхве Силь Ґі | April                                                       | 3:03                                                        |
| 13.                                                         | «Dream» (이런 상상)                                         | Лі Ин А, 캡틴플래닛, Пак Се Джун                                         | 캡틴플래닛, Лі Ин А                                                                               | Кім Со Хі (з Elris)                                         | 3:07                                                        |
| 14.                                                         | «Hurt» (아파)                                               | Пон Ґу                                                                   | Пон Ґу, Кім Є Іль                                                                                 | GB9                                                         | 4:04                                                        |
| 15.                                                         | «Everyday, Everynight»                                      | Хан Джун, Пак Се Джун                                                    | Лі Ю Джін, Пак Се Джун                                                                            | Сон Чі Ин                                                   | 3:39                                                        |
| 16.                                                         | «You Are My Star»                                           | Кім Сан У, Lo.ve                                                         | Кім Сан У, Сон Хо Іль                                                                             | Woody                                                       | 3:33                                                        |
| 17.                                                         | «Love Has Come» (사랑이 왔나봐)                             | У Чі Хун, Пак Се Джун                                                    | У Чі Хун, Пак Се Джун                                                                             | Лім Тан У                                                   | 3:46                                                        |
| 18.                                                         | «To Be With You (Inst.)»                                    |                                                                          | У Чі Хун, Пак Се Джун                                                                             | Кіхьон (з Monsta X)                                         | 3:46                                                        |
| 19.                                                         | «You Are Like My Dream (Inst.)» (꿈인 듯 해 (Inst.))        |                                                                          | Лі Ю Джін, Пак Се Джун                                                                            | SinB (з GFriend)                                            | 3:51                                                        |
| 20.                                                         | «Loving You (Inst.)»                                        |                                                                          | Лі Хьон Сан (Artmatic), Хан Кьон Су, Чхве Чі Сан (Artmatic), VioletK                              | Lovelyz (Baby Soul, Міджу, Jin)                             | 3:12                                                        |
| 21.                                                         | «We Already Fell In Love (Inst.)»                           |                                                                          | 빨간양말                                                                                          | Мійон і Мінні (з ((G)I-dle)                                 | 3:01                                                        |
| 22.                                                         | «Melody (Inst.)»                                            |                                                                          | Хан Кьон Су, Лі Чон У, Кан У Джін, Чхве Мін Джун, VioletK                                         | Юн Ттан Ттан                                                | 3:06                                                        |
| 23.                                                         | «So Hard For Me (Inst.)» (내겐 너무 힘들어 (Inst.))         |                                                                          | jeebanoff, plan8                                                                                  | jeebanoff                                                   | 3:11                                                        |
| 24.                                                         | «My Story (Inst.)» (내 얘기를 들어줘 (Inst.))               |                                                                          | Хан Кьон Су, Чхве Хан Соль, VioletK                                                               | Ю Сон Ин                                                    | 3:36                                                        |
| 25.                                                         | «Green (Inst.)» (초록 (Inst.))                              |                                                                          | Epitone Project                                                                                   | Epitone Project                                             | 3:10                                                        |
| 26.                                                         | «Love or Lies (Inst.)»                                      |                                                                          | 타이비언, 바크, YESY                                                                              | Порамію                                                     | 3:38                                                        |
| 27.                                                         | «Always Remember (Inst.)»                                   |                                                                          | Хан Кьон Су, Чхве Хан Соль                                                                        | Sondia                                                      | 3:25                                                        |
| 28.                                                         | «I'll Comfort You (Inst.)» (위로가 될게 (Inst.))            |                                                                          | 타이비언, 바크, YESY                                                                              | Elaine                                                      | 4:05                                                        |
| 29.                                                         | «Falling In Love (Inst.)»                                   |                                                                          | Кім Чхан Рак (Aiming), Кім Су Бін (Aiming), Чо Се Хі (Aiming), Чон Мін Йон, Мун Йон, Чхве Силь Ґі | April                                                       | 3:03                                                        |
| 30.                                                         | «Dream (Inst.)» (이런 상상 (Inst.))                         |                                                                          | 캡틴플래닛, Лі Ин А                                                                               | Кім Со Хі (з Elris)                                         | 3:07                                                        |
| 31.                                                         | «Hurt (Inst.)» (아파 (Inst.))                               |                                                                          | Пон Ґу, Кім Є Іль                                                                                 | GB9                                                         | 4:04                                                        |
| 32.                                                         | «Everyday, Everynight (Inst.)»                              |                                                                          | Лі Ю Джін, Пак Се Джун                                                                            | Сон Чі Ин                                                   | 3:39                                                        |
| 33.                                                         | «You Are My Star (Inst.)»                                   |                                                                          | Кім Сан У, Сон Хо Іль                                                                             | Woody                                                       | 3:33                                                        |
| 34.                                                         | «Love Has Come (Inst.)» (사랑이 왔나봐 (Inst.))             |                                                                          | У Чі Хун, Пак Се Джун                                                                             | Лім Тан У                                                   | 3:46                                                        |

| Сяй, зіронько, сяй (Original Television Soundtrack), Диск 2 | Сяй, зіронько, сяй (Original Television Soundtrack), Диск 2 | Сяй, зіронько, сяй (Original Television Soundtrack), Диск 2 | Сяй, зіронько, сяй (Original Television Soundtrack), Диск 2 | Сяй, зіронько, сяй (Original Television Soundtrack), Диск 2 |
| #                                                           | Назва                                                       | Автор музики                                                | Виконавець                                                  | Тривалість                                                  |
| ----------------------------------------------------------- | ----------------------------------------------------------- | ----------------------------------------------------------- | ----------------------------------------------------------- | ----------------------------------------------------------- |
| 1.                                                          | «Dodosolsollalasol»                                         | Лі Ньом                                                     | Лі Ньом                                                     | 3:03                                                        |
| 2.                                                          | «Birth Of Lala»                                             | Кім Тон Хьок, Лі Хан Бом                                    | Кім Тон Хьок, Лі Хан Бом                                    | 1:42                                                        |
| 3.                                                          | «Flowers Falls Off»                                         | Пак Се Джун, Ю Хі Хьон                                      | Пак Се Джун, Ю Хі Хьон                                      | 2:54                                                        |
| 4.                                                          | «BASS RUMBLE»                                               | Пак Се Джун, У Чі Хун                                       | Пак Се Джун, У Чі Хун                                       | 1:25                                                        |
| 5.                                                          | «Bad Mother In Law»                                         | Сон Че Ґьон                                                 | Сон Че Ґьон                                                 | 3:13                                                        |
| 6.                                                          | «At Once»                                                   | Сон Чін Сок, Хван Син Пхіль                                 | Сон Чін Сок, Хван Син Пхіль                                 | 2:13                                                        |
| 7.                                                          | «A Bride Left Behind»                                       | Пак Се Джун, Лі Ньом                                        | Пак Се Джун, Лі Ньом                                        | 1:25                                                        |
| 8.                                                          | «Lend Me Some Money»                                        | Пак Се Джун, Кім Мін Джі                                    | Пак Се Джун, Кім Мін Джі                                    | 1:51                                                        |
| 9.                                                          | «You Were My Little Star»                                   | Пак Се Джун                                                 | Пак Се Джун                                                 | 3:29                                                        |
| 10.                                                         | «Bravo»                                                     | Пак Се Джун, На Сан Джін                                    | Пак Се Джун, На Сан Джін                                    | 2:12                                                        |
| 11.                                                         | «MIMI Knows Everything»                                     | Пак Се Джун, Кім Тхе Хван                                   | Пак Се Джун, Кім Тхе Хван                                   | 1:44                                                        |
| 12.                                                         | «A Suspicious Medicine Chest»                               | Пак Се Джун, Чхве Сан Йоп                                   | Пак Се Джун, Чхве Сан Йоп                                   | 2:30                                                        |
| 13.                                                         | «A Group Dreaming Of Divorce»                               | Пак Се Джун, На Юн Сік                                      | Пак Се Джун, На Юн Сік                                      | 1:30                                                        |
| 14.                                                         | «Mystery Highschool Student»                                | Пак Се Джун, У Чі Хун                                       | Пак Се Джун, У Чі Хун                                       | 1:18                                                        |
| 15.                                                         | «Welcome To Eunpo»                                          | Кім Тон Хьок, Лі Хан Бом                                    | Кім Тон Хьок, Лі Хан Бом                                    | 2:17                                                        |
| 16.                                                         | «Passing Page»                                              | Сон Че Ґьон                                                 | Сон Че Ґьон                                                 | 1:49                                                        |
| 17.                                                         | «Strange Patient»                                           | Пак Се Джун, Кім Тхе Хван                                   | Пак Се Джун, Кім Тхе Хван                                   | 1:45                                                        |
| 18.                                                         | «Lalaland»                                                  | Пак Се Джун, Лі Ньом                                        | Пак Се Джун, Лі Ньом                                        | 1:40                                                        |
| 19.                                                         | «Goodbye My Papa»                                           | Пак Се Джун, Кім Мін Джі                                    | Пак Се Джун, Кім Мін Джі                                    | 7:48                                                        |
| 20.                                                         | «Don't Say Anything»                                        | Пак Се Джун, У Чі Хун                                       | Пак Се Джун, У Чі Хун                                       | 2:00                                                        |
| 21.                                                         | «Parasite»                                                  | Сон Чін Сок, Хван Син Пхіль                                 | Сон Чін Сок, Хван Син Пхіль                                 | 1:56                                                        |
| 22.                                                         | «Helpless»                                                  | Кім Тон Хьок                                                | Кім Тон Хьок                                                | 2:03                                                        |
| 23.                                                         | «Secret Of Secretary»                                       | Пак Се Джун, Ю Хі Хьон                                      | Пак Се Джун, Ю Хі Хьон                                      | 2:15                                                        |
| 24.                                                         | «Flying Bouquet»                                            | Пак Се Джун, У Чі Хун                                       | Пак Се Джун, У Чі Хун                                       | 1:58                                                        |
| 25.                                                         | «Mysterious Frita»                                          | Пак Се Джун                                                 | Пак Се Джун                                                 | 2:02                                                        |
| 26.                                                         | «Hide And Seek»                                             | Пак Се Джун, Кім Тхе Хван                                   | Пак Се Джун, Кім Тхе Хван                                   | 1:35                                                        |
| 27.                                                         | «Snowplow Mom»                                              | Пак Се Джун, Сон Че Ґьон                                    | Пак Се Джун, Сон Че Ґьон                                    | 2:09                                                        |
| 28.                                                         | «Beautiful Eyes»                                            | Сон Чін Сок, Хван Син Пхіль                                 | Сон Чін Сок, Хван Син Пхіль                                 | 1:58                                                        |
| 29.                                                         | «Beethoven was Not Good At Arithmetic»                      | Пак Се Джун, У Чі Хун                                       | Пак Се Джун, У Чі Хун                                       | 1:27                                                        |
| 30.                                                         | «Take Me Up»                                                | Кім Тон Хьок                                                | Кім Тон Хьок                                                | 1:57                                                        |
| 31.                                                         | «When I First Saw You»                                      | Лі Ньом                                                     | Лі Ньом                                                     | 2:11                                                        |
| 32.                                                         | «Burnout Syndrome»                                          | Пак Се Джун, Чхве Сан Йоп                                   | Пак Се Джун, Чхве Сан Йоп                                   | 2:11                                                        |
| 33.                                                         | «Deep Forest»                                               | Пак Се Джун, Кім Тхе Хван                                   | Пак Се Джун, Кім Тхе Хван                                   | 1:22                                                        |
| 34.                                                         | «Second Diary»                                              | Пак Се Джун, У Чі Хун                                       | Пак Се Джун, У Чі Хун                                       | 2:16                                                        |
| 35.                                                         | «Warm Night»                                                | Пак Се Джун, Кім Мін Джі                                    | Пак Се Джун, Кім Мін Джі                                    | 2:42                                                        |
| 36.                                                         | «Through The Door»                                          | Лі Ньом                                                     | Лі Ньом                                                     | 2:07                                                        |
| 37.                                                         | «Lovely Debtor»                                             | Пак Се Джун, Кім Тхе Хван                                   | Пак Се Джун, Кім Тхе Хван                                   | 1:43                                                        |
| 38.                                                         | «My Head Itches»                                            | Пак Се Джун                                                 | Пак Се Джун                                                 | 1:23                                                        |
| 39.                                                         | «I Can Try»                                                 | Пак Се Джун, У Чі Хун                                       | Пак Се Джун, У Чі Хун                                       | 1:53                                                        |
| 40.                                                         | «Pray For Twinkle Little Star»                              | Пак Се Джун, Кім Мін Джі                                    | Пак Се Джун, Кім Мін Джі                                    | 1:42                                                        |

### Альбом частинами
| Сяй, зіронько, сяй (Original Television Soundtrack), Part 1 | Сяй, зіронько, сяй (Original Television Soundtrack), Part 1 | Сяй, зіронько, сяй (Original Television Soundtrack), Part 1 | Сяй, зіронько, сяй (Original Television Soundtrack), Part 1 | Сяй, зіронько, сяй (Original Television Soundtrack), Part 1 | Сяй, зіронько, сяй (Original Television Soundtrack), Part 1 |
| #                                                           | Назва                                                       | Автор слів                                                  | Автор музики                                                | Виконавець                                                  | Тривалість                                                  |
| ----------------------------------------------------------- | ----------------------------------------------------------- | ----------------------------------------------------------- | ----------------------------------------------------------- | ----------------------------------------------------------- | ----------------------------------------------------------- |
| 1.                                                          | «To Be With You»                                            | У Чі Хун, Пак Се Джун                                       | У Чі Хун, Пак Се Джун                                       | Кіхьон (з Monsta X)                                         | 3:46                                                        |
| 2.                                                          | «To Be With You (Inst.)»                                    |                                                             | У Чі Хун, Пак Се Джун                                       | Кіхьон (з Monsta X)                                         | 3:46                                                        |

| Сяй, зіронько, сяй (Original Television Soundtrack), Part 2 | Сяй, зіронько, сяй (Original Television Soundtrack), Part 2 | Сяй, зіронько, сяй (Original Television Soundtrack), Part 2 | Сяй, зіронько, сяй (Original Television Soundtrack), Part 2 | Сяй, зіронько, сяй (Original Television Soundtrack), Part 2 | Сяй, зіронько, сяй (Original Television Soundtrack), Part 2 |
| #                                                           | Назва                                                       | Автор слів                                                  | Автор музики                                                | Виконавець                                                  | Тривалість                                                  |
| ----------------------------------------------------------- | ----------------------------------------------------------- | ----------------------------------------------------------- | ----------------------------------------------------------- | ----------------------------------------------------------- | ----------------------------------------------------------- |
| 1.                                                          | «You Are Like My Dream» (꿈인 듯 해)                        | Хан Джун, Пак Се Джун                                       | Лі Ю Джін, Пак Се Джун                                      | SinB (з GFriend)                                            | 3:51                                                        |
| 2.                                                          | «You Are Like My Dream (Inst.)» (꿈인 듯 해 (Inst.))        |                                                             | Лі Ю Джін, Пак Се Джун                                      | SinB (з GFriend)                                            | 3:51                                                        |

| Сяй, зіронько, сяй (Original Television Soundtrack), Part 3 | Сяй, зіронько, сяй (Original Television Soundtrack), Part 3 | Сяй, зіронько, сяй (Original Television Soundtrack), Part 3              | Сяй, зіронько, сяй (Original Television Soundtrack), Part 3          | Сяй, зіронько, сяй (Original Television Soundtrack), Part 3 | Сяй, зіронько, сяй (Original Television Soundtrack), Part 3 |
| #                                                           | Назва                                                       | Автор слів                                                               | Автор музики                                                         | Виконавець                                                  | Тривалість                                                  |
| ----------------------------------------------------------- | ----------------------------------------------------------- | ------------------------------------------------------------------------ | -------------------------------------------------------------------- | ----------------------------------------------------------- | ----------------------------------------------------------- |
| 1.                                                          | «Loving You»                                                | Лі Хьон Сан (Artmatic), Хан Кьон Су, Чхве Чі Сан (Artmatic), Пак Се Джун | Лі Хьон Сан (Artmatic), Хан Кьон Су, Чхве Чі Сан (Artmatic), VioletK | Lovelyz (Baby Soul, Міджу, Jin)                             | 3:12                                                        |
| 2.                                                          | «Loving You (Inst.)»                                        |                                                                          | Лі Хьон Сан (Artmatic), Хан Кьон Су, Чхве Чі Сан (Artmatic), VioletK | Lovelyz (Baby Soul, Міджу, Jin)                             | 3:12                                                        |

| Сяй, зіронько, сяй (Original Television Soundtrack), Part 4 | Сяй, зіронько, сяй (Original Television Soundtrack), Part 4 | Сяй, зіронько, сяй (Original Television Soundtrack), Part 4 | Сяй, зіронько, сяй (Original Television Soundtrack), Part 4 | Сяй, зіронько, сяй (Original Television Soundtrack), Part 4 | Сяй, зіронько, сяй (Original Television Soundtrack), Part 4 |
| #                                                           | Назва                                                       | Автор слів                                                  | Автор музики                                                | Виконавець                                                  | Тривалість                                                  |
| ----------------------------------------------------------- | ----------------------------------------------------------- | ----------------------------------------------------------- | ----------------------------------------------------------- | ----------------------------------------------------------- | ----------------------------------------------------------- |
| 1.                                                          | «We Already Fell In Love»                                   | 빨간양말, Пак Се Джун                                       | 빨간양말                                                    | Мійон і Мінні (з ((G)I-dle)                                 | 3:01                                                        |
| 2.                                                          | «We Already Fell In Love (Inst.)»                           |                                                             | 빨간양말                                                    | Мійон і Мінні (з ((G)I-dle)                                 | 3:01                                                        |

| Сяй, зіронько, сяй (Original Television Soundtrack), Part 5 | Сяй, зіронько, сяй (Original Television Soundtrack), Part 5 | Сяй, зіронько, сяй (Original Television Soundtrack), Part 5 | Сяй, зіронько, сяй (Original Television Soundtrack), Part 5 | Сяй, зіронько, сяй (Original Television Soundtrack), Part 5 | Сяй, зіронько, сяй (Original Television Soundtrack), Part 5 |
| #                                                           | Назва                                                       | Автор слів                                                  | Автор музики                                                | Виконавець                                                  | Тривалість                                                  |
| ----------------------------------------------------------- | ----------------------------------------------------------- | ----------------------------------------------------------- | ----------------------------------------------------------- | ----------------------------------------------------------- | ----------------------------------------------------------- |
| 1.                                                          | «Melody»                                                    | Хан Джун, Пак Се Джун                                       | Хан Кьон Су, Лі Чон У, Кан У Джін, Чхве Мін Джун, VioletK   | Юн Ттан Ттан                                                | 3:06                                                        |
| 2.                                                          | «Melody (Inst.)»                                            |                                                             | Хан Кьон Су, Лі Чон У, Кан У Джін, Чхве Мін Джун, VioletK   | Юн Ттан Ттан                                                | 3:06                                                        |

| Сяй, зіронько, сяй (Original Television Soundtrack), Part 6 | Сяй, зіронько, сяй (Original Television Soundtrack), Part 6 | Сяй, зіронько, сяй (Original Television Soundtrack), Part 6 | Сяй, зіронько, сяй (Original Television Soundtrack), Part 6 | Сяй, зіронько, сяй (Original Television Soundtrack), Part 6 | Сяй, зіронько, сяй (Original Television Soundtrack), Part 6 |
| #                                                           | Назва                                                       | Автор слів                                                  | Автор музики                                                | Виконавець                                                  | Тривалість                                                  |
| ----------------------------------------------------------- | ----------------------------------------------------------- | ----------------------------------------------------------- | ----------------------------------------------------------- | ----------------------------------------------------------- | ----------------------------------------------------------- |
| 1.                                                          | «So Hard For Me» (내겐 너무 힘들어)                         | jeebanoff                                                   | jeebanoff, plan8                                            | jeebanoff                                                   | 3:11                                                        |
| 2.                                                          | «So Hard For Me (Inst.)» (내겐 너무 힘들어 (Inst.))         |                                                             | jeebanoff, plan8                                            | jeebanoff                                                   | 3:11                                                        |

| Сяй, зіронько, сяй (Original Television Soundtrack), Part 7 | Сяй, зіронько, сяй (Original Television Soundtrack), Part 7 | Сяй, зіронько, сяй (Original Television Soundtrack), Part 7 | Сяй, зіронько, сяй (Original Television Soundtrack), Part 7 | Сяй, зіронько, сяй (Original Television Soundtrack), Part 7 | Сяй, зіронько, сяй (Original Television Soundtrack), Part 7 |
| #                                                           | Назва                                                       | Автор слів                                                  | Автор музики                                                | Виконавець                                                  | Тривалість                                                  |
| ----------------------------------------------------------- | ----------------------------------------------------------- | ----------------------------------------------------------- | ----------------------------------------------------------- | ----------------------------------------------------------- | ----------------------------------------------------------- |
| 1.                                                          | «My Story» (내 얘기를 들어줘)                               | Хан Кьон Су, Пак Се Джун                                    | Хан Кьон Су, Чхве Хан Соль, VioletK                         | Ю Сон Ин                                                    | 3:36                                                        |
| 2.                                                          | «My Story (Inst.)» (내 얘기를 들어줘 (Inst.))               |                                                             | Хан Кьон Су, Чхве Хан Соль, VioletK                         | Ю Сон Ин                                                    | 3:36                                                        |

| Сяй, зіронько, сяй (Original Television Soundtrack), Part 8 | Сяй, зіронько, сяй (Original Television Soundtrack), Part 8 | Сяй, зіронько, сяй (Original Television Soundtrack), Part 8 | Сяй, зіронько, сяй (Original Television Soundtrack), Part 8 | Сяй, зіронько, сяй (Original Television Soundtrack), Part 8 | Сяй, зіронько, сяй (Original Television Soundtrack), Part 8 |
| #                                                           | Назва                                                       | Автор слів                                                  | Автор музики                                                | Виконавець                                                  | Тривалість                                                  |
| ----------------------------------------------------------- | ----------------------------------------------------------- | ----------------------------------------------------------- | ----------------------------------------------------------- | ----------------------------------------------------------- | ----------------------------------------------------------- |
| 1.                                                          | «Green» (초록)                                              | Epitone Project                                             | Epitone Project                                             | Epitone Project                                             | 3:10                                                        |
| 2.                                                          | «Green (Inst.)» (초록 (Inst.))                              |                                                             | Epitone Project                                             | Epitone Project                                             | 3:10                                                        |

| Сяй, зіронько, сяй (Original Television Soundtrack), Part 9 | Сяй, зіронько, сяй (Original Television Soundtrack), Part 9 | Сяй, зіронько, сяй (Original Television Soundtrack), Part 9 | Сяй, зіронько, сяй (Original Television Soundtrack), Part 9 | Сяй, зіронько, сяй (Original Television Soundtrack), Part 9 | Сяй, зіронько, сяй (Original Television Soundtrack), Part 9 |
| #                                                           | Назва                                                       | Автор слів                                                  | Автор музики                                                | Виконавець                                                  | Тривалість                                                  |
| ----------------------------------------------------------- | ----------------------------------------------------------- | ----------------------------------------------------------- | ----------------------------------------------------------- | ----------------------------------------------------------- | ----------------------------------------------------------- |
| 1.                                                          | «Love or Lies»                                              | 타이비언, Пак Се Джун                                       | 타이비언, 바크, YESY                                        | Порамію                                                     | 3:38                                                        |
| 2.                                                          | «Love or Lies (Inst.)»                                      |                                                             | 타이비언, 바크, YESY                                        | Порамію                                                     | 3:38                                                        |

| Сяй, зіронько, сяй (Original Television Soundtrack), Part 10 | Сяй, зіронько, сяй (Original Television Soundtrack), Part 10 | Сяй, зіронько, сяй (Original Television Soundtrack), Part 10 | Сяй, зіронько, сяй (Original Television Soundtrack), Part 10 | Сяй, зіронько, сяй (Original Television Soundtrack), Part 10 | Сяй, зіронько, сяй (Original Television Soundtrack), Part 10 |
| #                                                            | Назва                                                        | Автор слів                                                   | Автор музики                                                 | Виконавець                                                   | Тривалість                                                   |
| ------------------------------------------------------------ | ------------------------------------------------------------ | ------------------------------------------------------------ | ------------------------------------------------------------ | ------------------------------------------------------------ | ------------------------------------------------------------ |
| 1.                                                           | «Always Remember»                                            | Хан Джун, Пак Се Джун                                        | Хан Кьон Су, Чхве Хан Соль                                   | Sondia                                                       | 3:25                                                         |
| 2.                                                           | «Always Remember (Inst.)»                                    |                                                              | Хан Кьон Су, Чхве Хан Соль                                   | Sondia                                                       | 3:25                                                         |

| Сяй, зіронько, сяй (Original Television Soundtrack), Part 11 | Сяй, зіронько, сяй (Original Television Soundtrack), Part 11 | Сяй, зіронько, сяй (Original Television Soundtrack), Part 11 | Сяй, зіронько, сяй (Original Television Soundtrack), Part 11 | Сяй, зіронько, сяй (Original Television Soundtrack), Part 11 | Сяй, зіронько, сяй (Original Television Soundtrack), Part 11 |
| #                                                            | Назва                                                        | Автор слів                                                   | Автор музики                                                 | Виконавець                                                   | Тривалість                                                   |
| ------------------------------------------------------------ | ------------------------------------------------------------ | ------------------------------------------------------------ | ------------------------------------------------------------ | ------------------------------------------------------------ | ------------------------------------------------------------ |
| 1.                                                           | «I'll Comfort You» (위로가 될게)                             | 타이비언, Пак Се Джун                                        | 타이비언, 바크, YESY                                         | Elaine                                                       | 4:05                                                         |
| 2.                                                           | «I'll Comfort You (Inst.)» (위로가 될게 (Inst.))             |                                                              | 타이비언, 바크, YESY                                         | Elaine                                                       | 4:05                                                         |

| Сяй, зіронько, сяй (Original Television Soundtrack), Part 12 | Сяй, зіронько, сяй (Original Television Soundtrack), Part 12 | Сяй, зіронько, сяй (Original Television Soundtrack), Part 12 | Сяй, зіронько, сяй (Original Television Soundtrack), Part 12                                      | Сяй, зіронько, сяй (Original Television Soundtrack), Part 12 | Сяй, зіронько, сяй (Original Television Soundtrack), Part 12 |
| #                                                            | Назва                                                        | Автор слів                                                   | Автор музики                                                                                      | Виконавець                                                   | Тривалість                                                   |
| ------------------------------------------------------------ | ------------------------------------------------------------ | ------------------------------------------------------------ | ------------------------------------------------------------------------------------------------- | ------------------------------------------------------------ | ------------------------------------------------------------ |
| 1.                                                           | «Falling In Love»                                            | Хан Джун, Пак Се Джун                                        | Кім Чхан Рак (Aiming), Кім Су Бін (Aiming), Чо Се Хі (Aiming), Чон Мін Йон, Мун Йон, Чхве Силь Ґі | April                                                        | 3:03                                                         |
| 2.                                                           | «Falling In Love (Inst.)»                                    |                                                              | Кім Чхан Рак (Aiming), Кім Су Бін (Aiming), Чо Се Хі (Aiming), Чон Мін Йон, Мун Йон, Чхве Силь Ґі | April                                                        | 3:03                                                         |

| Сяй, зіронько, сяй (Original Television Soundtrack), Part 13 | Сяй, зіронько, сяй (Original Television Soundtrack), Part 13 | Сяй, зіронько, сяй (Original Television Soundtrack), Part 13 | Сяй, зіронько, сяй (Original Television Soundtrack), Part 13 | Сяй, зіронько, сяй (Original Television Soundtrack), Part 13 | Сяй, зіронько, сяй (Original Television Soundtrack), Part 13 |
| #                                                            | Назва                                                        | Автор слів                                                   | Автор музики                                                 | Виконавець                                                   | Тривалість                                                   |
| ------------------------------------------------------------ | ------------------------------------------------------------ | ------------------------------------------------------------ | ------------------------------------------------------------ | ------------------------------------------------------------ | ------------------------------------------------------------ |
| 1.                                                           | «Dream» (이런 상상)                                          | Лі Ин А, 캡틴플래닛, Пак Се Джун                             | 캡틴플래닛, Лі Ин А                                          | Кім Со Хі (з Elris)                                          | 3:07                                                         |
| 2.                                                           | «Dream (Inst.)» (이런 상상 (Inst.))                          |                                                              | 캡틴플래닛, Лі Ин А                                          | Кім Со Хі (з Elris)                                          | 3:07                                                         |

| Сяй, зіронько, сяй (Original Television Soundtrack), Part 14 | Сяй, зіронько, сяй (Original Television Soundtrack), Part 14 | Сяй, зіронько, сяй (Original Television Soundtrack), Part 14 | Сяй, зіронько, сяй (Original Television Soundtrack), Part 14 | Сяй, зіронько, сяй (Original Television Soundtrack), Part 14 | Сяй, зіронько, сяй (Original Television Soundtrack), Part 14 |
| #                                                            | Назва                                                        | Автор слів                                                   | Автор музики                                                 | Виконавець                                                   | Тривалість                                                   |
| ------------------------------------------------------------ | ------------------------------------------------------------ | ------------------------------------------------------------ | ------------------------------------------------------------ | ------------------------------------------------------------ | ------------------------------------------------------------ |
| 1.                                                           | «Hurt» (아파)                                                | Пон Ґу                                                       | Пон Ґу, Кім Є Іль                                            | GB9                                                          | 4:04                                                         |
| 2.                                                           | «Hurt (Inst.)» (아파 (Inst.))                                |                                                              | Пон Ґу, Кім Є Іль                                            | GB9                                                          | 4:04                                                         |

| Сяй, зіронько, сяй (Original Television Soundtrack), Part 15 | Сяй, зіронько, сяй (Original Television Soundtrack), Part 15 | Сяй, зіронько, сяй (Original Television Soundtrack), Part 15 | Сяй, зіронько, сяй (Original Television Soundtrack), Part 15 | Сяй, зіронько, сяй (Original Television Soundtrack), Part 15 | Сяй, зіронько, сяй (Original Television Soundtrack), Part 15 |
| #                                                            | Назва                                                        | Автор слів                                                   | Автор музики                                                 | Виконавець                                                   | Тривалість                                                   |
| ------------------------------------------------------------ | ------------------------------------------------------------ | ------------------------------------------------------------ | ------------------------------------------------------------ | ------------------------------------------------------------ | ------------------------------------------------------------ |
| 1.                                                           | «Everyday, Everynight»                                       | Хан Джун, Пак Се Джун                                        | Лі Ю Джін, Пак Се Джун                                       | Сон Чі Ин                                                    | 3:39                                                         |
| 2.                                                           | «Everyday, Everynight (Inst.)»                               |                                                              | Лі Ю Джін, Пак Се Джун                                       | Сон Чі Ин                                                    | 3:39                                                         |

| Сяй, зіронько, сяй (Original Television Soundtrack), Part 16 | Сяй, зіронько, сяй (Original Television Soundtrack), Part 16 | Сяй, зіронько, сяй (Original Television Soundtrack), Part 16 | Сяй, зіронько, сяй (Original Television Soundtrack), Part 16 | Сяй, зіронько, сяй (Original Television Soundtrack), Part 16 | Сяй, зіронько, сяй (Original Television Soundtrack), Part 16 |
| #                                                            | Назва                                                        | Автор слів                                                   | Автор музики                                                 | Виконавець                                                   | Тривалість                                                   |
| ------------------------------------------------------------ | ------------------------------------------------------------ | ------------------------------------------------------------ | ------------------------------------------------------------ | ------------------------------------------------------------ | ------------------------------------------------------------ |
| 1.                                                           | «You Are My Star»                                            | Кім Сан У, Lo.ve                                             | Кім Сан У, Сон Хо Іль                                        | Woody                                                        | 3:33                                                         |
| 2.                                                           | «You Are My Star (Inst.)»                                    |                                                              | Кім Сан У, Сон Хо Іль                                        | Woody                                                        | 3:33                                                         |

### Альбоми класичної музики з серіалу
| Сяй, зіронько, сяй Classic OST Vol.1 | Сяй, зіронько, сяй Classic OST Vol.1                                                                                      | Сяй, зіронько, сяй Classic OST Vol.1                  | Сяй, зіронько, сяй Classic OST Vol.1 | Сяй, зіронько, сяй Classic OST Vol.1 |
| #                                    | Назва | Автор музики                                          | Виконавець                           | Тривалість                           |
| ------------------------------------ | --- | ----------------------------------------------------- | ------------------------------------ | ------------------------------------ |
| 1.                                   | «Шуман/Ліст: «Widmung» Op.25»                                                                                             | Роберт Шуман                                          | Кім Со Хьон                          | 5:09                                 |
| 2.                                   | «Рахманінов: Музичні моменти для фортепіано, ор.16 No. 4/Моцарт: Варіації на тему «Ah vous dirai-je, Maman», К. 265/300e» | Рахманінов Сергій Васильович, Вольфганг Амадей Моцарт | Кім Со Хьон                          | 2:37                                 |
| 3.                                   | «Бах: Добре темперований клавір Том 1 — Прелюдія і Фуга № 5, Ре мажор (BWV 850)»                                          | Йоганн Себастьян Бах                                  | Кім Со Хьон                          | 1:13                                 |
| 4.                                   | «Бондажевська-Барановська: «Молотва діви» Op.4»                                                                           | Текля Бондажевська-Барановська                        | Кім Со Хьон                          | 2:41                                 |
| 5.                                   | «Ерік Саті: «Je te veux» Piano Solo»                                                                                      | Ерік Саті                                             | Кім Со Хьон                          | 1:44                                 |

| Сяй, зіронько, сяй Classic OST Vol.2 | Сяй, зіронько, сяй Classic OST Vol.2                         | Сяй, зіронько, сяй Classic OST Vol.2 | Сяй, зіронько, сяй Classic OST Vol.2 | Сяй, зіронько, сяй Classic OST Vol.2 |
| #                                    | Назва                                                        | Автор музики                         | Виконавець                           | Тривалість                           |
| ------------------------------------ | ------------------------------------------------------------ | ------------------------------------ | ------------------------------------ | ------------------------------------ |
| 1.                                   | «Скотт Джоплін: «Артист естради»»                            | Скотт Джоплін                        | Кім Со Хьон                          | 1:39                                 |
| 2.                                   | «Жан-Поль Мартіні: Plasir D'amour»                           | Жан-Поль Ежід Мартіні                | Кім Со Хьон                          | 2:00                                 |
| 3.                                   | «Форе: 3 Romances Sans Paroles No.3 у Ля-бемоль мажор Op.17» | Ґабрієль Форе                        | Кім Со Хьон                          | 3:11                                 |
| 4.                                   | «Чайковський: Сезони Op.37a — XII. Грудень. Різдво»          | Чайковський Петро Ілліч              | Кім Со Хьон                          | 4:44                                 |

| Сяй, зіронько, сяй OST Vol.3 Piano Four Hands | Сяй, зіронько, сяй OST Vol.3 Piano Four Hands                                        | Сяй, зіронько, сяй OST Vol.3 Piano Four Hands | Сяй, зіронько, сяй OST Vol.3 Piano Four Hands | Сяй, зіронько, сяй OST Vol.3 Piano Four Hands |
| #                                             | Назва                                                                                | Автор музики                                  | Виконавець                                    | Тривалість                                    |
| --------------------------------------------- | ------------------------------------------------------------------------------------ | --------------------------------------------- | --------------------------------------------- | --------------------------------------------- |
| 1.                                            | «Двадцять пальців»                                                                   | Лі Нам Йон                                    | Лі Нам Йон, Кім Со Хьон                       | 3:17                                          |
| 2.                                            | «Лі Нам Йон: Фантазія щодо «Сяй, зіронько, сяй» для чотирьох рук: Вступ»             | Лі Нам Йон                                    | Лі Нам Йон, Кім Со Хьон                       | 1:09                                          |
| 3.                                            | «Лі Нам Йон: Фантазія щодо «Сяй, зіронько, сяй» для чотирьох рук: Вар. I, Вар. II»   | Лі Нам Йон                                    | Лі Нам Йон, Кім Со Хьон                       | 2:19                                          |
| 4.                                            | «Лі Нам Йон: Фантазія щодо «Сяй, зіронько, сяй» для чотирьох рук: Вар. III, Вар. IV» | Лі Нам Йон                                    | Лі Нам Йон, Кім Со Хьон                       | 2:20                                          |
| 5.                                            | «Лі Нам Йон: Фантазія щодо «Сяй, зіронько, сяй» для чотирьох рук: Вар. V, Кода»      | Лі Нам Йон                                    | Лі Нам Йон, Кім Со Хьон                       | 2:34                                          |
| 6.                                            | «Лі Нам Йон: Фантазія щодо «Сяй, зіронько, сяй» для чотирьох рук (повністю)»         | Лі Нам Йон                                    | Лі Нам Йон, Кім Со Хьон                       | 8:24                                          |

## Рейтинги
Найнижчі рейтинги позначені синім кольором, а найвищі — червоним кольором.
| Серія            | Дата показу       | Назва серії           | Середнє значення кількості переглядів | Середнє значення кількості переглядів |
| Серія            | Дата показу       | Назва серії           | AGB Nielsen                           | AGB Nielsen                           |
| Серія            | Дата показу       | Назва серії           | Загальнонаціональні                   | Сеул                                  |
| ---------------- | ----------------- | --------------------- | ------------------------------------- | ------------------------------------- |
| 1                | 7 жовтня 2020     | Сяй, зіронько, сяй    | 1,9 %                                 | Н/Д                                   |
| 2                | 7 жовтня 2020     | Сяй, зіронько, сяй    | 2,6 %                                 | Н/Д                                   |
| 3                | 8 жовтня 2020     | Пацієнтка-піаністка   | 2,8 %                                 | Н/Д                                   |
| 4                | 8 жовтня 2020     | Пацієнтка-піаністка   | 2,6 %                                 | Н/Д                                   |
| 5                | 14 жовтня 2020    | Da Capo               | 2,1 %                                 | Н/Д                                   |
| 6                | 14 жовтня 2020    | Da Capo               | 2,9 %                                 | Н/Д                                   |
| 7                | 15 жовтня 2020    | Фортепіанний Рараленд | 2,4 %                                 | Н/Д                                   |
| 8                | 15 жовтня 2020    | Фортепіанний Рараленд | 2,8 %                                 | Н/Д                                   |
| 9                | 21 жовтня 2020    | Ніч і мрії            | 2,3 %                                 | Н/Д                                   |
| 10               | 21 жовтня 2020    | Ніч і мрії            | 2,7 %                                 | Н/Д                                   |
| 11               | 22 жовтня 2020    | Таємниці й брехня     | 2,1 %                                 | Н/Д                                   |
| 12               | 22 жовтня 2020    | Таємниці й брехня     | 3,0 %                                 | Н/Д                                   |
| 13               | 28 жовтня 2020    | Ти така особлива      | 2,3 %                                 | Н/Д                                   |
| 14               | 28 жовтня 2020    | Ти така особлива      | 3,2 %                                 | Н/Д                                   |
| 15               | 29 жовтня 2020    | Радість кохання       | 2,5 %                                 | Н/Д                                   |
| 16               | 29 жовтня 2020    | Радість кохання       | 3,5 %                                 | Н/Д                                   |
| 17               | 4 листопада 2020  | Грозова ніч           | 3,2 %                                 | Н/Д                                   |
| 18               | 4 листопада 2020  | Грозова ніч           | 3,6 %                                 | Н/Д                                   |
| 19               | 5 листопада 2020  | Хто ти?               | 2,8 %                                 | Н/Д                                   |
| 20               | 5 листопада 2020  | Хто ти?               | 2,9 %                                 | Н/Д                                   |
| 21               | 11 листопада 2020 | Возз'єднання          | 2,8 %                                 | Н/Д                                   |
| 22               | 11 листопада 2020 | Возз'єднання          | 3,5 %                                 | Н/Д                                   |
| 23               | 12 листопада 2020 | Весільний марш        | 3,5 %                                 | Н/Д                                   |
| 24               | 12 листопада 2020 | Весільний марш        | 4,2 %                                 | 4,4 %                                 |
| 25               | 18 листопада 2020 | Романс без слів       | 2,8 %                                 | Н/Д                                   |
| 26               | 18 листопада 2020 | Романс без слів       | 3,7 %                                 | Н/Д                                   |
| 27               | 19 листопада 2020 | Сльозинка крадькома   | 3,1 %                                 | Н/Д                                   |
| 28               | 19 листопада 2020 | Сльозинка крадькома   | 3,8 %                                 | Н/Д                                   |
| 29               | 25 листопада 2020 | Прощання              | 3,2 %                                 | Н/Д                                   |
| 30               | 25 листопада 2020 | Прощання              | 3,5 %                                 | Н/Д                                   |
| 31               | 26 листопада 2020 | Сяй, зіронько, сяй    | 3,4 %                                 | Н/Д                                   |
| 32               | 26 листопада 2020 | Сяй, зіронько, сяй    | 4,1 %                                 | Н/Д                                   |
| Середній рейтинг | Середній рейтинг  | Середній рейтинг      | 3,0 %                                 | —                                     |

### Виноски
1. ↑  — означає, що середні рейтинги невідомі через те, що рейтинги певних серій не записувалися.

## Нагороди та номінації
| Рік  | Нагорода                         | Категорія                                             | Отримувач                                                    | Результат | Примітки      |
| ---- | -------------------------------- | ----------------------------------------------------- | ------------------------------------------------------------ | --------- | ------------- |
| 2020 | 34-тя Премія KBS драма           | Краща актор мінісеріалу                               | Лі Че Вон                                                    | Перемога  | [ 50 ]        |
| 2020 | 34-тя Премія KBS драма           | Краща акторка другого плану                           | Є Чі Вон                                                     | Перемога  | [ 50 ]        |
| 2021 | Seoul International Drama Awards | Видатний корейський серіал — Кращий OST               | «Like A Dream» виконана SinB з GFriend                       | Номінація | [ 51 ] [ 52 ] |
| 2021 | Seoul International Drama Awards | Видатний корейський серіал — Кращий OST               | «We Already Fell In Love» виконана Мійон і Мінні з ((G)I-dle | Номінація | [ 51 ] [ 52 ] |
| 2021 | Seoul International Drama Awards | Видатний корейський серіал — Нагорода за майстерність | Сяй, зіронько, сяй                                           | Номінація | [ 51 ] [ 53 ] |